# Отчаяние (роман Набокова)
«Отчаяние» — роман Владимира Набокова на русском языке, впервые опубликованный в 1934 году в парижском эмигрантском журнале «Современные записки». В 1936 году издано отдельной книгой в Берлине в издательстве «Петрополис». В издании 1978 года издательство Ardis, Ann Arbor, был факсимильно воспроизведён текст берлинского издания по старой орфографии.

## Сюжет

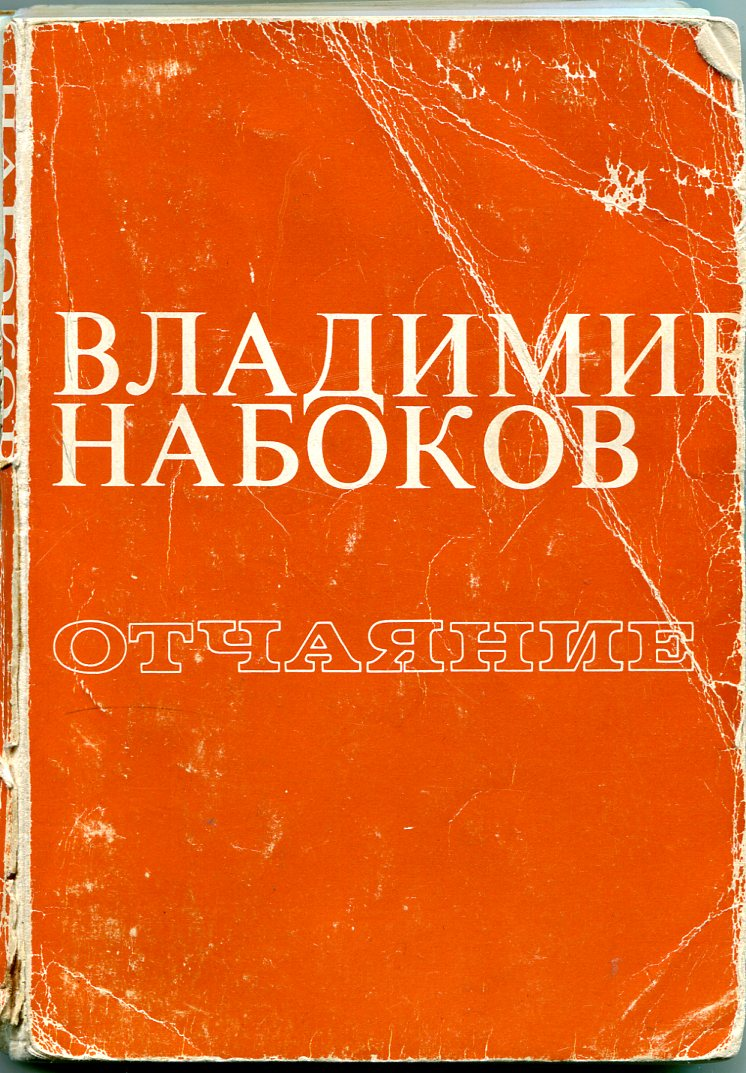
Обложка издания 1978-го года (Ardis, Ann Arbor).

Повествование ведется от лица ненадёжного рассказчика.
Главный герой, Герман Карлович, берлинский предприниматель, случайно встречает бродягу Феликса, которого считает своим двойником .
Дела у главного героя идут неважно, и он решает использовать сходство преступным образом. Он уговаривает Феликса переодеться и убивает его, рассчитывая, что смерть Феликса примут за его смерть и его жена сможет получить страховое возмещение. Однако его планам не суждено сбыться, потому что сходства между ними мало, и тело Феликса никто не принимает за Германа. Германа арестовывают.

## Экранизация
В 1978 году знаменитый немецкий режиссёр Райнер-Вернер Фассбиндер снял фильм с Дирком Богардом в главной роли. Сценарий адаптировал Том Стоппард.